# 풍도항
풍도항(豊島港)은 경기도 안산시 단원구 풍도동, 풍도 섬에 있는 어항이다. 1974년 11월 27일 지방어항으로 지정되었다. 시설관리자는 안산시장이다.

## 어항 연혁
- 단풍나무가 많아 조선말까지 단풍나무 풍자(楓)를 써서 풍도(楓島)로 표기하였으나 농토가 없고 섬 주변 어장에 해산물이 여의치 않아 섬 이름을 풍년 풍(豊)자로 바꾸어 풍도(豊島)로 불리고 있다.
- 경기도 최서단에 위치하고 있으며 안산시 대부도에서 직선거리 약 24km가량 떨어져 있는 섬마을이며 부근에 승봉도·대난지도·육도열도 등이 있다.
- 남쪽으로는 충남 당진이, 동쪽으로 화성시가 인접한 낙도지역으로 본래는 남양군 대부면에 속했으나 1914년 행정구역 개편에 따라 부천군에 편입되었다가, 1973년 웅진군에 편입되었으며, 1994년 2단계 행정구역 조정에 따라 안산시에 편입되었다.
- 역사적으로는 청나라와 일본이 해전을 벌였던 곳이기도 하다.

## 어항 구역
본 항의 어항구역은 다음과 같다.
- 수역: 풍도항 북측 산끝지점㉮과 그점에서 동북동 방향 200m 바다쪽으로 나간 지점㉯ 초등학교 남측 산끝지점㉰ 그점에서 동북동 방향으로 200m 바다쪽으로 나간지점㉱ 등 4개의 정점을 연결하는 선을 따라 형성된 공유수면(69,567m2)
- 육역: 5,433m2
  - 방파제 1,538m2 (풍도동 34-6, 34-10)
  - 물양장 3,895m2 (풍도동 34-5)

## 어항 시설
- 방파제 328m, 물양장 60m, 여객부두 110m, 선착장 78m

## 주요 어종
- 꽃게, 전복, 조피볼락 등

## 주변 관광
- 서해에 위치한 풍도는 동해의 성향을 많이 가진 곳으로 깊은 수심과 투명한 바다로 스킨스쿠버를 즐길 수 있는 곳이다.
- 모래사장 대신 ‘진달래석’이라 불리는 예쁜 몽돌이 해안가에 지천으로 깔려있고 물이 너무 맑고 깨끗한 ‘진장수리해변’도 사랑받고 있는 곳으로, 희귀 야생화가 자생하고 있고, 마을 지주신이라 할 수 있는 은행나무는 500년된 거목으로 마을의 주요 관광자원이다.